# داسیسه
داسیسه شهری در شهرستان نانورو در استان بولکیمده در بورکینافاسوی غربی مرکزی است جمعیت آن ۲۰۷۰ نفر است.